# Росуље (Пећ)
Росуље (алб. Rosulë) је насељено место у општини Пећ, на Косову и Метохији. Према попису становништва из 2011. у насељу је живело 17 становника.

## Становништво
Према попису из 2011. године, Росуље има следећи етнички састав становништва:
| Националност | 2011.       |
| Албанци      | 17 (100,0%) |
| Укупно       | 17          |

| Демографија | Демографија | Демографија |
| Година      | Становника  | Становника  |
| ----------- | ----------- | ----------- |
| 1948.       | 297         |             |
| 1953.       | 316         |             |
| 1961.       | 297         |             |
| 1971.       | 309         |             |
| 1981.       | 215         |             |
| 1991.       | 193         |             |
| 2011.       | 17          |             |